# Trafic (film din 2004)
Trafic (2004) este un film românesc de scurt metraj regizat de Cătălin Mitulescu. Acesta descrie un scurt moment caracterisitic vieții urbane și vieții de familie, dar și decizia rapidă a unui om de a scăpa, dar numai pentru o clipă. A câștigat Palme d'Or pentru Film Scurt la Festivalul de Film de la Cannes din  2004.

## Legături externe
- Trafic la Internet Movie Database
- Trafic (2004) la Vimeo